# Campionato europeo femminile di softball 2019
Il Campionato europeo femminile di softball 2019 si è svolto dal 30 giugno al 6 luglio 2019 ad Ostrava, in Repubblica Ceca.

## Classifica finale
| Campione d'Europa | Campione d'Europa | Campione d'Europa |
| --- | ----------------- | ----------------- |
| V · D · M Nazionale italiana di softball femminile - Campionati europei 2019 3 Rotondo · 5 Bettinsoli · 6 Abbatine · 7 Cacciamani · 8 Cecchetti · 12 Fama · 14 Longhi · 15 Cecchetti · 16 Nicolini · 18 Cecchetti · 19 Gasparotto · 20 Piancastelli · 21 Vigna · 22 Howard · 23 Ricchi · 25 Birocci · 28 Brandi Manager : Enrico Obletter |                   |                   |
| Argento | Paesi Bassi       |                   |
| Bronzo | Regno Unito       |                   |
| 4 | Rep. Ceca         |                   |
| 5 | Spagna            |                   |
| 6 | Francia           |                   |
| 7 | Grecia            |                   |
| 8 | Irlanda           |                   |
| 9 | Israele           |                   |
| 10 | Germania          |                   |
| 11 | Russia            |                   |
| 12 | Polonia           |                   |
| 13 | Austria           |                   |
| 14 | Belgio            |                   |
| 15 | Svezia            |                   |
| 16 | Svizzera          |                   |
| 17 | Croazia           |                   |
| 18 | Ucraina           |                   |
| 19 | Slovacchia        |                   |
| 20 | Danimarca         |                   |
| 21 | Lituania          |                   |
| 22 | Ungheria          |                   |
| 23 | Turchia           |                   |
| Nazionale italiana di softball femminile - Campionati europei 2019 |                   |                   |
| 3 Rotondo · 5 Bettinsoli · 6 Abbatine · 7 Cacciamani · 8 Cecchetti · 12 Fama · 14 Longhi · 15 Cecchetti · 16 Nicolini · 18 Cecchetti · 19 Gasparotto · 20 Piancastelli · 21 Vigna · 22 Howard · 23 Ricchi · 25 Birocci · 28 Brandi Manager : Enrico Obletter                                                                              |                   |                   |